# Anne-Lise Blanchard
Anne-Lise Blanchard, née le 1er janvier 1956 à Alger, est une poétesse et militante française. Elle a publié plus d'une vingtaine de recueils de poésie. Elle a également publié des nouvelles et des poèmes en anthologie. Elle milite au sein de l'ONG SOS Chrétiens d'Orient.

## Biographie
Anne-Lise Blanchard est la « mère de Benjamin Blanchard, le cofondateur de l'ONG pro-Damas » SOS Chrétiens d'Orient. Elle a été responsable de cette association d'extrême-droite pour la région Auvergne-Rhône-Alpes et siège à son conseil d'administration.
Selon L'Espresso, elle a des liens avec l'organisation néofasciste italienne CasaPound ; lors d'un « événement organisé en 2015 par Solidarité-Identités (Sol.Id), une filiale de CasaPound, elle s'est présentée sur scène aux côtés de représentants du Hezbollah ».

## Œuvres
- Le Soleil s'est réfugié dans les cailloux, Éditions Ad Solem, 2017,
- Ascèse des corps, avec 2 reproductions d’Isis Olivier,  (ISBN 978-2-915235-64-7) Éditions Encre et Lumière, 2012
- Au Près, les Éditions les Aresquiers, février 2012
- Copeaux des saisons, préface de Jean-François Lavallard, Éditions Corps Puce, collection Liberté sur Parole (Vol. 32), 2011
- Éclats, Édition Éclats d'encre, 2010
- Un jour après l'autre, préface de Jean Chatard, Éditions Henry, 2009
- Anonyme euphorbe, préface d'Alain Wexler, illustrations de Vio, Éditions Les Carnets du Dessert du Lune, 2009
- Un silence de lait et de terre, préface de Chantal Dupuy-Dunier, Éditions de l'Atlantique, 2009
- Le Jour se tait, photographie de Josette Vial, Jacques André éditions, 2008
- Chanson gelée pour un lé de terre, La Porte, 2008
- Sur les paupières du vent (poésie jeunesse), gouaches de Matt Mahlen, Donner à voir, 2008
- Apatride vérité, illustrations de Vincent Rougier, Rougier V. éditions, 2008
- Taille en vert, La Porte, 2006
- La Courbe douce de la grenade, récit, préface de Dominique Daguet, Cahiers Bleus / Librairie Bleue, 2006
- Qui entend le jargon de l'oie, Édition Eclats d'encre (avec le concours du CNL), 2006
- Envers, gravures de Bernadette Planchenault (bibliophilie), Empreintes, 2006
- Au point de naissance du vent, encres de Cécile Crest, Éditions Sang d'encre, 2006
- Comptines pour petits dégourdis, illustrations  d'Agnès de Boyer, Éditions du Cosmogone, 2005
- Plein espace vite, illustrations de Marie-Hélène Ramon, Jacques André éditions, 2005
- Avant l'été, Pré carré, 2005
- Le Bleu violent de la vie, avant-propos de Jean-Claude Xuereb, Orage-Lagune-Express, 2004
- La beauté qui nous est donnée, Édition Eclats d'encres, 2004
- Sel, poème avec une gravure de Bernadette Planchenault, Empreintes, 2004
- Traverser le jour blanc, préface de Jean-Pierre Lemaire, Sac à mots, 2004
- Ce chant étroit, avant-propos de Monique Rosenberg, Interventions à Haute Voix, 2003
- Chemins d'eau et entrelacs, préface de Madeleine Carcano, Librairie-Galerie Racine, 2002
- Le Cru et le frêle, Encres Vives, 2001
- La Fluidité du héron, illustrations de Marie-Hélène Ramon, présentation de Jacques Ferlay, Clapàs,  2001
- Aux confins du vent, Clapàs, 2000
- Croisés du silence, présentation de Marie-Ange Sebasti, Encres Vives, 2000

### Anthologie
- 111 poètes d'aujourd'hui en Rhône-Alpes, Maison de la poésie Rhône-Alpes / Le temps des cerises, 2005

- Valentina Gosetti, Andrea Bedeschi, Adriano Marchetti, eds. (2017). Donne. Poeti di Francia e Oltre. Dal Romanticismo a Oggi. Giuliano Ladolfi Editore.  (ISBN 978-88-6644-349-0).

## Voir également
- SOS Chrétiens d'Orient